# 商丘工学院
商丘工学院是一所位于中华人民共和国河南省商丘市的民办普通本科院校。

## 历史沿革
- 1994年9月，商丘广播电视中等专业学校成立。
- 1997年3月，改建为河南省广播电视中等专业学校（直属商丘分校）。
- 1998年8月，改建为商丘科技专修学院。
- 2002年12月，升格为商丘科技职业学院。
- 2011年5月，升格为商丘工学院。[2]

## 院系设置
学院现有机械工程学院、土木工程学院、信息与电子工程学院、经济与管理学院、教育与现代艺术学院、医学院、思想政治理论课教学部、基础教学部、体育教学部等教学院（部）。开设本科专业31个。

## 重点学科
河南省第九批重点学科：岩土工程，会计学

## 校区分布
- 长江路校区：商丘市睢阳大道中段236号
- 阳光路校区（南校区）：商丘市阳光路188号
- 虞城校区：商丘市虞城县至诚八路16号[5]

## 其他机构

### 中国出版符号馆
中国出版符号馆是由《中国出版年鉴》杂志社与商丘工学院合建，于2019年1月16日在商丘工学院开馆。

### 附属学校
商丘工学院附属兴华学校（小学及初高中）